# Krönleins Bryggeri, Jönköping
Ej att förväxla med Krönleins Bryggeri i Halmstad!
Krönleins Bryggeri AB var ett bryggeri i Jönköping.
Bryggeriet grundades 1847 under namnet Jönköpings Bayerska Bryggeribolag av bryggaren Carl Fredrik Hultqvist och dennes kompanjon Andreas Carlsson och var 1848 ett av de första bryggerierna i Sverige, som bryggde underjäst öl.
Bryggeriet låg ursprungligen vid Vätterns strand på Väster, där Jönköpings centralstation senare byggdes. Den från Bayern inflyttade bryggaren Casper Krönlein (1826–1866) tog (senast) 1862 över Hultqvists andel i bolaget, som namnändrades till C. Krönlein & Co. 
Bryggeriet flyttade 1864, i samband med anläggandet av Södra stambanan på vätterstranden, till hörnet Järnvägstorget/Barnarpsgatan. Den från Österrike inflyttade bryggaren Tobias Opbacher (1847–1906) blev disponent 1874 och tog senare över byggeriet.
År 1894 förvärvades Krönleins bryggeri av Ernst Hartmann. Det ombildades 1902 till aktiebolag med Hartmann som styrelseordförande och vd. Efter Hartmanns död 1929 slogs bryggeriet samman med Egnells Bryggeri i Eksjö till AB Smålands Bryggerier, vilket köptes 1955 av AB Pripp & Lyckholm.
Bryggeriet lades ned under andra hälften av 1960-talet och byggnaderna revs 1970.
Krönleinsstigen i Bymarken har sitt namn efter Krönleins bryggeri. Bryggeriets hästar hade bete vid en stig, som hade samma sträckning som gatan upp från Kortebovägen.